# Деніел Первіс
Деніел Первіс  (англ. Daniel Purvis, 13 листопада 1990) — британський гімнаст, олімпійський медаліст.

## Виступи на Олімпіадах
| Олімпіада   | Дисципліна         | Місце   |
| ----------- | ------------------ | ------- |
| Лондон 2012 | абсолютна першість | 13      |
| Лондон 2012 | командна першість  | 3       |
| Лондон 2012 | вільні вправи      | 15 r1/2 |
| Лондон 2012 | паралельні бруси   | 30 r1/2 |
| Лондон 2012 | перекладина        | 23 r1/2 |
| Лондон 2012 | кільця             | 16 r1/2 |
| Лондон 2012 | кінь               | 45 r1/2 |